# Desa Ujunggebang (administrativ by i Indonesien, lat -6,27, long 107,93)
Desa Ujunggebang är en administrativ by i Indonesien.   Den ligger i provinsen Jawa Barat, i den västra delen av landet, 120 km öster om huvudstaden Jakarta.